# 迪尔比永河
迪尔比永河（法語：Durbion，法語發音：[dyʁbjɔ̃]）是法国大東部大區孚日省的河流，是摩澤爾河的右支流，长35.1千米，发源自梅梅尼勒，于摩泽尔河畔沙泰勒流入摩泽尔河。